# Micralictoides
Micralictoides is een geslacht van vliesvleugelige insecten van de familie Halictidae.

## Soorten
- M. altadenae (Michener, 1937)
- M. chaenactidis Bohart & Griswold, 1987
- M. dinoceps Bohart & Griswold, 1987
- M. grossus Bohart & Griswold, 1987
- M. linsleyi Bohart & Griswold, 1987
- M. mojavensis Bohart, 1942
- M. quadriceps Bohart & Griswold, 1987
- M. ruficaudus (Michener, 1937)